# Mister Superstar
«Mister Superstar» es el noveno track del álbum de estudio de 1996, Antichrist Superstar de Marilyn Manson.

## Apariciones
- Antichrist Superstar

## Versiones
- "Mister Superstar" — Aparece en Antichrist Superstar.
- "Mister Superstar (Lounge Version)" — Una versión a piano tocado durante al menos dos espectáculos en Dayton, Ohio y Springfield, Massachusetts.tts.
- "Mr. Superstar (Demo)" — Aparece en "Antichrist Final Songs".

## Curiosidades
- El riff de apertura de la canción también se utiliza en la introducción de "Dried Up, Tied and Dead to the World"